# Lucey (Saboia)
Lucey é uma comuna francesa na região administrativa de Auvérnia-Ródano-Alpes, no departamento de Saboia. Estende-se por uma área de 6,14 km². Em 2010 a comuna tinha 317 habitantes (densidade: 51,6 hab./km²).